# الأفعى بوش

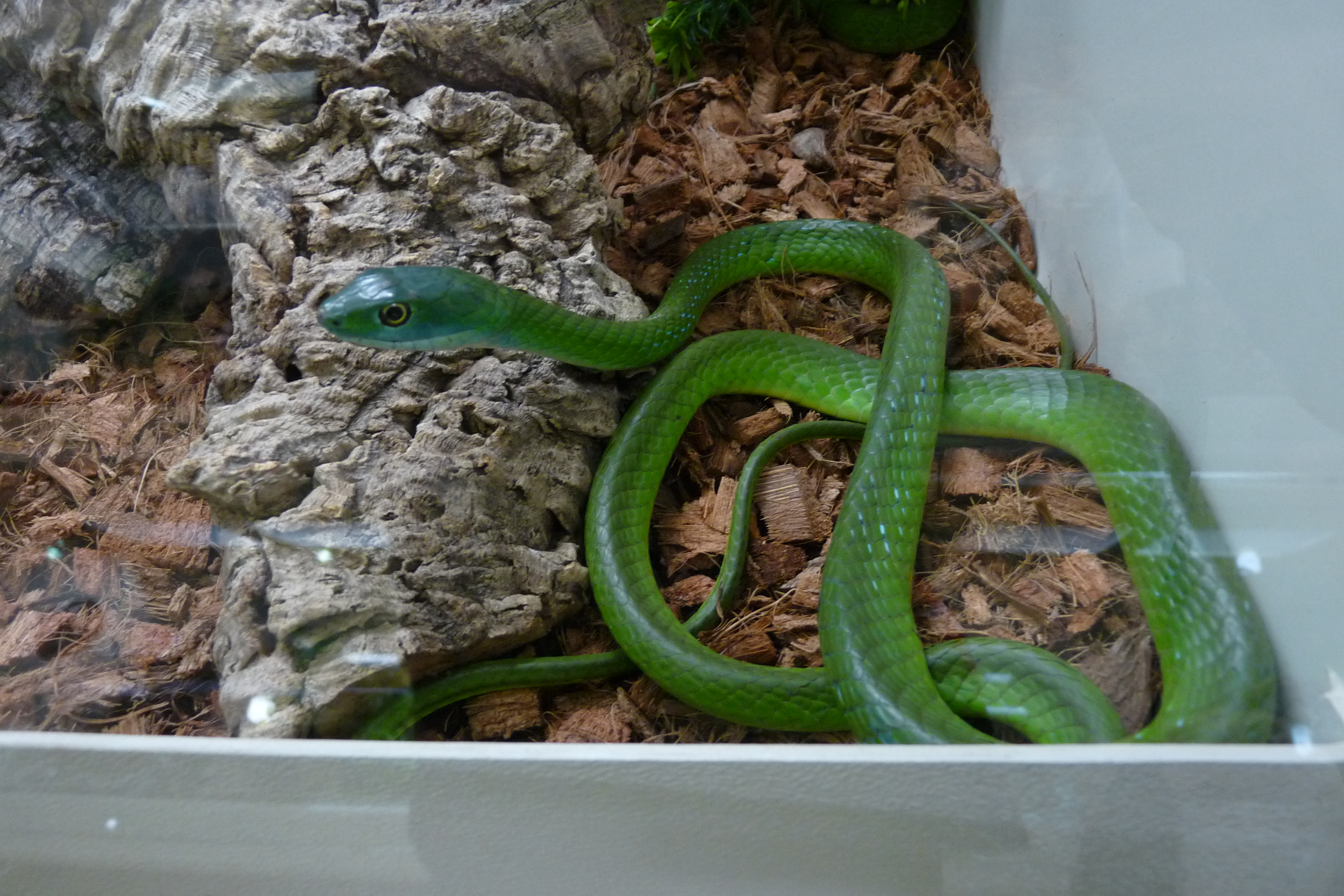
Philothamnus semivariegatus

الأفعى بوش (بالإنجليزية: Philothamnus semivariegatus)‏ هو نوع من الثعابين من أسرة عشيرة المعطشات.

## التوزيع
تعيش هذه النوعية من الثعابين في أفريقيا جنوب الصحراء:
- السنغال وغامبيا ومالي وغينيا وليبيريا وساحل العاج وغانا وبوركينا فاسو وتوغو وبنين ونيجيريا؛
- تشاد وجمهورية أفريقيا الوسطى، الكاميرون، غينيا الاستوائية، جمهورية الكونغو، وجمهورية الكونغو الديمقراطية.
- السودان واثيوبيا واريتريا والصومال وكينيا وتنزانيا.
- أنغولا وناميبيا وبوتسوانا وجنوب افريقيا وسوازيلاند وموزمبيق وزيمبابوي وزامبيا،